# Вартиванов Леонід
Леонід Вартиванов (1966—2006) — український живописець, автор об'єктів та інсталяцій, член мистецького угрупування «Паризька комуна» (1990—1994).

## Життєпис
Леонід Вартиванов народився 1966 року в місті Києві. У 1991 році закінчив Київський державний художній інститут.
Ще під час навчання у закладі вищої освіти увійшов до мистецького угрупування «Паризька комуна», проживав в однойменному сквоті.

## Творчість
З 1989 року брав участь у персональних і групових виставках в Україні та за кордоном, зокрема, виставки «Тиша спокус / До джерел дизайну» (липень — серпень 1992), «ПАРКОМУНА. Місце. Спільнота. Явище» (2016: картина «Sincerely you» (1993, рельєф, лиття, металевий ланцюг, світлодіоди)). На початку 1990-х років пробував вкраплювали кіно та фото до живопису, що було мейнстрімом. Результати експерименту демонстрував на виставці «Цей добрий світ».

### Вибрані твори
- 1989: «Плеяда»[5], «Портрет», «Серпень»,
- 1991: «Діалог»,
- 1992: «Фігури», «Весна», «Голубе дерево», серія «Історія дизайну»[6]
- 1993: «Sincerely you».

### Ролі в кіно
- 2003 — Дух землі — актор другого плану[7].